# Birkan Sokullu
Birkan Sokullu   (Istanbul, 6 d'octubre de 1985) és un actor, model i antic jugador de bàsquet turc.

## Biografia
Birkan Sokullu va néixer a Istanbul el 6 d'octubre de 1985. Els avis de Sokullu eren immigrants bosnians. Sokullu va deixar la seva carrera de bàsquet després de 10 anys a causa de la seva lesió a la cama. Es va graduar a la Universitat de Maltepe amb una especialitat en Programació de Radio TV. Mentre estudiava a la universitat, va començar la seva carrera de model. Va prendre classes d'interpretació de Dolunay Soysert. També va estudiar el departament de teatre i interpretació de la Universitat d'İstanbul Aydın durant un any, però ho va deixar córrer. Birkan va començar a notar-se amb el seu paper a la sèrie de televisió anomenada Küçük Kadınlar. El seu primer paper protagonista popular és Demir (paper original, Dan) Küçük Sırlar, el remake turc de Gossip Girl .

## Filmografia
| Curs        | Títol               | Rol                         | Canal             | Notes                           |
| ----------- | ------------------- | --------------------------- | ----------------- | ------------------------------- |
| 2008        | Küçük Kadınlar      | Ayaz                        | Kanal D           | S'ha unit                       |
| 2008        | Elif                | Mustafà                     | ATV               | Paper de suport                 |
| 2009-2010   | Melekler Korusun    | Levent                      | Mostra TV         | S'ha unit                       |
| 2010-2011   | Küçük Sırlar        | Demir                       | Kanal D - Star TV | Paper protagonista              |
| 2012        | Uçurum              | Ulas                        | ATV               | S'ha unit                       |
| 2013        | Fatih               | Şehzade Mustafa             | Kanal D           | Paper de suport                 |
| 2014        | Kurt Seyit i Şura   | Petro Borinsky              | Star TV           | Paper protagonista              |
| 2016 - 2017 | Hayat Şarkısı       | Kerim Cevher                | Kanal D           | Paper protagonista              |
| 2017        | Yüz Yüze            | Cihangir                    | Mostra TV         | Paper protagonista              |
| 2019        | Bir Aile Hikayesi   | Berk Güneş                  | Guineu            | Paper protagonista              |
| 2020        | Ya İstiklal Ya Ölüm | Topkapılı Cambaz Mehmet Bey | TRT 1             | mini sèrie / paper protagonista |
| 2020-2022   | Masumlar Apartmanı  | Han Derenoğlu               | TRT 1             | Paper protagonista              |

| Curs | Projecte               | Rol                  | Plataforma | Notes                       |
| ---- | ---------------------- | -------------------- | ---------- | --------------------------- |
| 2018 | Yaşamayanlar           | Numel                | BluTV      | Paper protagonista          |
| 2020 | Rise of Empires: Otomà | Giovanni Giustiniani | Netflix    | docudrama/ Rol protagonista |

| Curs | Pel·lícula          | Rol   | Director     | Notes              |
| ---- | ------------------- | ----- | ------------ | ------------------ |
| 2019 | Cronologia          | Hakan | Ali Aydin    | Paper protagonista |
| 2019 | Güzelliğin Portresi | Özgür | Umur Turagay | Paper protagonista |